# Torino Football Club 2010-2011
Questa voce raccoglie le informazioni riguardanti il Torino Football Club nelle competizioni ufficiali della stagione 2010-2011.

## Stagione
Il Torino partecipa al campionato di Serie B 2010-2011, l'undicesimo della sua storia, il nono negli ultimi quindici anni. L'obiettivo dei granata non può che essere la risalita in Serie A: è questo l'obiettivo per cui viene ingaggiato Franco Lerda, ex allenatore del Crotone, cresciuto nelle giovanili del Toro. La squadra che gli viene affidata necessita però di molti interventi, dal momento che la maggior parte dei giocatori arrivati e partiti nel mercato di gennaio 2010 deve tornare alla squadra di appartenenza, essendo avvenuti tali trasferimenti solo in prestito. Il primo colpo di mercato del direttore sportivo Gianluca Petrachi è la conferma del bomber e capitano Rolando Bianchi, mentre viene ceduto il portiere Matteo Sereni, colonna nelle stagioni precedenti. La rosa viene successivamente completata con l'inserimento di alcuni giovani provenienti dalla Serie A ma chiusi nei loro club, come Lazarevic, Stevanovic, Filipe. Gli acquisti più importanti sono però quelli di giocatori offensivi di categoria, come Sgrigna e Iunco. Proprio l'ultimo giorno di mercato viene inoltre ingaggiato l'esperto portiere Rubinho.
La società ha qualche problema in più invece sul fronte cessioni: Abbruscato, Bottone, Di Michele e Colombo trovano posto in altre società, ma la squadra rimane ugualmente con troppi giocatori in organico. Rimangono pertanto esclusi dalla rosa ufficiale, oltre a Diana e Loviso, già epurati nel campionato precedente, Salgado e Saumel. Il debutto stagionale avviene in Coppa Italia: davanti al proprio pubblico, il Torino supera ai tempi supplementari il Cosenza. È invece negativo l'esordio in campionato: i granata perdono infatti le prime due partite, trovandosi in un inedito ultimo posto in classifica con 0 punti. La squadra continua a viaggiare a ridosso della zona retrocessione fino a fine ottobre, quando inizia una miniserie di cinque vittorie e cinque pareggi che portano la squadra in piena zona playoff. I sogni di gloria durano poco: il 2011 vede una decisa involuzione del gioco e dei risultati. A questo punto il presidente Cairo decide di intervenire sulla panchina con due cambi di allenatore in undici giorni che portano a una classifica sempre più deficitaria.

## Divise e sponsor
Lo sponsor tecnico per la stagione 2010-2011 è Kappa, in base a un accordo triennale stipulato nel 2008. Come nell'anno passato, il primo sponsor è Italporte, azienda di serramenti, mentre il secondo sponsor è Dahlia TV. Tale sponsor resta sulle maglie granta fino al fallimento della società svedese: il Torino cessa di esporlo dalla partita del 7 marzo contro il Vicenza. La prima maglia non presenta sostanziali differenze rispetto al campionato precedente, a eccezione dell'ingrandimento del logo dello sponsor tecnico. La seconda maglia riprende la storica divisa da trasferta del Torino, nata dal gemellaggio con la squadra argentina del River Plate e propone una striscia diagonale granata su fondo bianco. La terza maglia consiste invece in una inedita divisa gialla, sfoggiata per la prima volta in Coppa Italia nella sfida contro il Bari.
| Casa | Trasferta | Terza maglia |

## Organigramma societario
Dal sito internet della società:
Area direttiva
- Presidente:
  - Urbano Cairo
- Vice Presidente:
  - Giuseppe Cairo
- Consiglieri:
  - Giuseppe Ferrauto
  - Uberto Fornara
  - Marco Pompignoli

Area organizzativa
- Team manager:
  - Giacomo Ferri[7]
- Responsabile osservatori:
  - Matteo Lauriola[8]
- Segretario generale:
  - Pantaleo Longo[9]
- Direttore amministrativo:
  - Luca Boccone
- Segreteria:
  - Sonia Pierro

Area comunicazione
- Area comunicazione e Brand licensing:
  - Alberto Barile
- Biglietteria e rapporti con i club:
  - Fabio Bernardi
  - Dario Mazza

Area tecnica
- Direttore sportivo:
  - Gianluca Petrachi
- Allenatore:
  - Franco Lerda[10][11]
(fino al 09/03/2011 e dal 20/03/2011)
  - Giuseppe Papadopulo[12][13]
(dal 09/03/2011 al 20/03/2011)
- Allenatore in seconda:
  - Flavio Destro
(fino al 09/03/2011 e dal 20/03/2011)
  - Giancarlo Oddi
(dal 09/03/2011 al 20/03/2011)
- Collaboratore tecnico:
  - Giacomo Chini
(fino al 09/03/2011 e dal 20/03/2011)
  - Luca Brunetti
(dal 09/03/2011 al 20/03/2011)
- Allenatore dei portieri:
  - Raffaele Di Fusco
- Preparatori atletici:
  - Domenico Borelli
  - Rocco Perrotta (recupero infortuni)

Area sanitaria
- Responsabile sanitario:
  - Stefano Suraci[14]
- Medico addetto prima squadra:
  - Luca Romano
- Fisioterapista e osteopata:
  - Massimiliano Greco
- Massofisioterapisti:
  - Paolo Castagno
  - Francesco Smargiassi

## Rosa
| N. |                       | Ruolo | Calciatore                 |
| -- | --------------------- | ----- | -------------------------- |
| 1  | Brasile (bandiera)    | P     | Rubinho                    |
| 4  | Italia (bandiera)     | C     | Luca Belingheri            |
| 5  | Italia (bandiera)     | D     | Valerio Di Cesare          |
| 6  | Italia (bandiera)     | D     | Angelo Ogbonna             |
| 7  | Italia (bandiera)     | A     | Elvis Abbruscato           |
| 7  | Italia (bandiera)     | C     | Daniele De Vezze           |
| 8  | Cile (bandiera)       | A     | Mario Salgado              |
| 8  | Italia (bandiera)     | C     | Alessandro Budel           |
| 9  | Italia (bandiera)     | A     | Rolando Bianchi (capitano) |
| 10 | Italia (bandiera)     | A     | Antimo Iunco               |
| 11 | Nigeria (bandiera)    | C     | Christian Obodo            |
| 14 | Italia (bandiera)     | A     | Alessandro Sgrigna         |
| 16 | Argentina (bandiera)  | D     | Luciano Zavagno            |
| 17 | Romania (bandiera)    | C     | Sergiu Suciu               |
| 18 | Italia (bandiera)     | C     | Andrea Gasbarroni          |
| 19 | Argentina (bandiera)  | C     | Nicolás Gorobsov           |
| 19 | Italia (bandiera)     | C     | Giuseppe De Feudis         |
| 20 | Slovenia (bandiera)   | A     | Dejan Lazarević            |
| 21 | Italia (bandiera)     | D     | Agostino Garofalo          |
| 22 | Ghana (bandiera)      | C     | Isaac Cofie                |
| 22 | Italia (bandiera)     | A     | Mirko Antenucci            |
| 23 | Portogallo (bandiera) | D     | Filipe Oliveira            |
| 24 | Austria (bandiera)    | C     | Jürgen Säumel              |
| 27 | Italia (bandiera)     | C     | Paolo Zanetti              |
| 30 | Italia (bandiera)     | A     | Umberto Miello             |

| N. |                    | Ruolo | Calciatore            |
| -- | ------------------ | ----- | --------------------- |
| 31 | Italia (bandiera)  | P     | Davide Morello        |
| 32 | Italia (bandiera)  | D     | Claudio Rivalta       |
| 33 | Italia (bandiera)  | D     | Matteo Rubin          |
| 36 | Italia (bandiera)  | D     | Gaetano Carrieri      |
| 39 | Belgio (bandiera)  | D     | Luís Pedro Cavanda    |
| 41 | Italia (bandiera)  | P     | Davide Bassi          |
| 44 | Serbia (bandiera)  | C     | Alen Stevanović       |
| 50 | Italia (bandiera)  | D     | Francesco Pratali     |
| 60 | Italia (bandiera)  | D     | Marco Chiosa          |
| 61 | Italia (bandiera)  | C     | Daniele Milani        |
| 77 | Italia (bandiera)  | C     | Biagio Pagano         |
| 81 | Italia (bandiera)  | A     | Alessandro Pellicori  |
| 82 | Italia (bandiera)  | A     | Marco Bernacci        |
| 86 | Italia (bandiera)  | C     | Luigi Alberto Scaglia |
| 88 | Italia (bandiera)  | D     | Danilo D'Ambrosio     |
| 90 | Italia (bandiera)  | A     | Gianmario Comi        |
| 92 | Italia (bandiera)  | D     | Filippo Scaglia       |
| 93 | Italia (bandiera)  | P     | Alfred Gomis          |
| 95 | Italia (bandiera)  | C     | Fabio Panepinto       |
| 99 | Brasile (bandiera) | C     | Denilson Gabionetta   |
|    | Italia (bandiera)  | D     | Riccardo Colombo      |
|    | Italia (bandiera)  | C     | Aimo Diana            |
|    | Italia (bandiera)  | C     | Massimo Loviso        |
|    | Italia (bandiera)  | A     | David Di Michele      |

## Calciomercato

### Sessione estiva (dall'1/7 al 31/8)
Trasferimenti della sessione estiva di calciomercato
| Acquisti | Acquisti              | Acquisti     | Acquisti                        |
| R.       | Nome                  | da           | Modalità                        |
| -------- | --------------------- | ------------ | ------------------------------- |
| P        | Davide Bassi          | Empoli       | prestito                        |
| P        | Rubinho               | Palermo      | prestito                        |
| D        | Gaetano Carrieri      | Manfredonia  | definitivo                      |
| D        | Riccardo Colombo      | Triestina    | fine prestito                   |
| D        | Danilo D'Ambrosio     | Juve Stabia  | definitivo (500.000 €)          |
| D        | Valerio Di Cesare     | L.R. Vicenza | definitivo (1,2 milioni €)      |
| D        | Filipe Oliveira       | Parma        | prestito                        |
| D        | Agostino Garofalo     | Siena        | prestito                        |
| D        | Marco Pisano          | Bari         | fine prestito                   |
| D        | Francesco Pratali     | Siena        | fine prestito                   |
| D        | Luciano Zavagno       | Ancona       | definitivo                      |
| C        | Davide Bottone        | CFR Cluj     | fine prestito                   |
| C        | Isaac Cofie           | Genoa        | prestito                        |
| C        | Giuseppe De Feudis    | Cesena       | prestito                        |
| C        | Daniele De Vezze      | Bari         | definitivo                      |
| C        | Aimo Diana            | Bellinzona   | fine prestito                   |
| C        | Massimo Loviso        | Lecce        | fine prestito                   |
| C        | Vincenzo Nitride      | Valenzana    | fine prestito                   |
| C        | Christian Obodo       | Udinese      | prestito                        |
| C        | Jürgen Säumel         | Brescia      | fine prestito                   |
| C        | Luigi Alberto Scaglia | Brescia      | prestito                        |
| C        | Alen Stevanović       | Inter        | compartecipazione               |
| C        | Paolo Zanetti         | Atalanta     | fine prestito                   |
| A        | Elvis Abbruscato      | Chievo       | fine prestito                   |
| A        | Marco Bernacci        | Bologna      | prestito                        |
| A        | Denis D'Onofrio       | Legnano      | fine prestito                   |
| A        | David Di Michele      | Lecce        | fine prestito                   |
| A        | Antimo Iunco          | Cittadella   | compartecipazione (1 milioni €) |
| A        | Dejan Lazarević       | Genoa        | prestito                        |
| A        | Alessandro Pellicori  | QPR          | prestito                        |
| A        | Mario Salgado         | Foggia       | definitivo (50.000 €)           |
| A        | Alessandro Sgrigna    | L.R. Vicenza | definitivo                      |
| A        | Marco Valtulina       | SPAL         | definitivo                      |

| Cessioni | Cessioni                  | Cessioni     | Cessioni                          |
| R.       | Nome                      | a            | Modalità                          |
| -------- | ------------------------- | ------------ | --------------------------------- |
| P        | Lys Gomis                 | Foggia       | prestito                          |
| P        | Matteo Sereni             | Brescia      | definitivo                        |
| D        | Simone Benedetti          | Inter        | compartecipazione                 |
| D        | Riccardo Colombo          | Reggina      | definitivo                        |
| D        | Rocco D'Aiello            | Gela         | fine prestito                     |
| D        | Agostino Garofalo         | Siena        | fine prestito                     |
| D        | Simone Loria              | Roma         | fine prestito                     |
| D        | Marco Pisano              | Parma        | definitivo                        |
| D        | Matteo Rubin              | Bologna      | prestito                          |
| D        | Davide Zoboli             | Brescia      | fine prestito                     |
| C        | Filippo Antonelli Agomeri | Bari         | fine prestito                     |
| C        | Ahmed Barusso             | Roma         | fine prestito                     |
| C        | Davide Bottone            | Frosinone    | definitivo (100.000 €)            |
| C        | Manuel Coppola            | Parma        | fine prestito                     |
| C        | Blerim Džemaili           | Parma        | compartecipazione (3,5 milioni €) |
| C        | Gaël Genevier             | Siena        | fine prestito                     |
| C        | Nicolás Gorobsov          | Cesena       | prestito                          |
| C        | Julio Cesar Leon          | Parma        | fine prestito                     |
| C        | Vincenzo Nitride          | Ternana      | prestito                          |
| C        | Manolo Pestrin            | Salernitana  | fine prestito                     |
| C        | Luigi Alberto Scaglia     | Brescia      | fine prestito                     |
| C        | Giuseppe Statella         | Bari         | fine prestito                     |
| C        | Tommaso Vailatti          |              | fine contratto                    |
| A        | Elvis Abbruscato          | L.R. Vicenza | definitivo                        |
| A        | Rachid Arma               | SPAL         | definitivo                        |
| A        | Marco Bernacci            |              | rescissione unilaterale           |
| A        | David Di Michele          | Lecce        | definitivo                        |
| A        | Denis D'Onofrio           | Viareggio    | compartecipazione                 |
| A        | Dominique Malonga         | Cesena       | compartecipazione (750.000 €)     |
| A        | Piá                       | Napoli       | fine prestito                     |
| A        | Marco Valtulina           | Juve Stabia  | compartecipazione                 |

### Sessione invernale (dal 3/1 al 31/1)
Trasferimenti della sessione invernale di calciomercato
| Acquisti | Acquisti            | Acquisti        | Acquisti                          |
| R.       | Nome                | a               | Modalità                          |
| -------- | ------------------- | --------------- | --------------------------------- |
| P        | Lys Gomis           | Foggia          | fine prestito                     |
| D        | Luís Pedro Cavanda  | Lazio           | prestito                          |
| C        | Alessandro Budel    | Brescia         | prestito                          |
| C        | Denilson Gabionetta | SEV Hortolândia | prestito (200.000 €)              |
| C        | Biagio Pagano       | Livorno         | definitivo (0 €)                  |
| A        | Mirko Antenucci     | Catania         | compartecipazione (1,7 milioni €) |

| Cessioni | Cessioni              | Cessioni | Cessioni                |
| R.       | Nome                  | a        | Modalità                |
| -------- | --------------------- | -------- | ----------------------- |
| P        | Lys Gomis             | Casale   | prestito                |
| D        | Gaetano Carrieri      | Nocerina | prestito                |
| D        | Filipe Oliveira       | Parma    | fine prestito           |
| C        | Luca Belingheri       | Livorno  | definitivo (0 €)        |
| C        | Isaac Cofie           | Genoa    | fine prestito           |
| C        | Aimo Diana            |          | rescissione consensuale |
| C        | Massimo Loviso        | Crotone  | prestito                |
| C        | Jürgen Säumel         |          | rescissione consensuale |
| C        | Luigi Alberto Scaglia | Brescia  | fine prestito           |
| C        | Sergiu Suciu          | Gubbio   | prestito                |
| A        | Mario Salgado         |          | rescissione consensuale |

### Trasferimenti dopo la sessione invernale
| Cessioni | Cessioni        | Cessioni   | Cessioni |
| R.       | Nome            | a          | Modalità |
| -------- | --------------- | ---------- | -------- |
| C        | Alen Stevanović | Toronto FC | prestito |

## Risultati

### Serie B

#### Girone di andata
| Arbitro: | Guida (Torre Annunziata) |

|             |           |                                |
| Obodo 45+1’ | Marcatori | 14’ Buzzegoli 35’ Neto Pereira |

| Arbitro: | N. Stefanini (Prato) |

|                              |           |           |
| Nocentini 37’ Dalla Bona 41’ | Marcatori | 19’ Iunco |

| Arbitro: | Tommasi (Bassano del Grappa) |

|           |           |            |
| Iunco 76’ | Marcatori | 48’ Cutolo |

| Arbitro: | Doveri (Roma) |

|               |           |                      |
| Catellani 18’ | Marcatori | 3’ Iunco 85’ Sgrigna |

| Arbitro: | Baracani (Firenze) |

|               |           |  |
| R. Bianchi 5’ | Marcatori |  |

| Arbitro: | Candussio (Cervignano del Friuli) |

|                          |           |  |
| Soddimo 46’ Cascione 56’ | Marcatori |  |

| Arbitro: | Ciampi (Roma) |

|                                   |           |              |
| R. Bianchi 3’ Madaschi 48’ (aut.) | Marcatori | 57’ Altinier |

| Arbitro: | Tommasi (Bassano del Grappa) |

|                               |           |             |
| S. Padoin 6’ Tiribocchi 90+2’ | Marcatori | 23’ Sgrigna |

| Arbitro: | Pinzani (Empoli) |

|                              |           |                     |
| R. Bianchi 83’ (rig.), 90+2’ | Marcatori | 20’ (aut.) De Vezze |

| Arbitro: | Calvarese (Teramo) |

|                     |           |                |
| Tavano 19’ Luci 56’ | Marcatori | 66’ R. Bianchi |

| Arbitro: | Velotto (Grosseto) |

|             |           |                      |
| Pratali 26’ | Marcatori | 16’ Sansone 18’ Lodi |

| Arbitro: | Ciampi (Roma) |

|                       |           |            |
| Sgrigna 27’ Iunco 66’ | Marcatori | 2’ Moretti |

| Grosseto 6 novembre 2010, ore 15:00 UTC+1 13ª giornata | Grosseto         | 0 – 0 referto | Torino | Stadio Carlo Zecchini (2.566 spett.)\| Arbitro: \| Giancola (Vasto) \| |
| Arbitro:                                               | Giancola (Vasto) |               |        |                                                                        |

| Arbitro: | Candussio (Cervignano del Friuli) |

|                  |           |  |
| R. Bianchi 45+1’ | Marcatori |  |

| Arbitro: | Guida (Torre Annunziata) |

|              |           |                |
| Bonazzoli 5’ | Marcatori | 13’ R. Bianchi |

| Arbitro: | Massa (Imperia) |

|                                |           |                        |
| Sgrigna 3’ D'Ambrosio 55’, 76’ | Marcatori | 11’ Mazzarani 24’ Çani |

| Arbitro: | Pinzani (Empoli) |

|           |           |             |
| Cacia 71’ | Marcatori | 8’ De Vezze |

| Arbitro: | Tozzi (Ostia Lido) |

|              |           |             |
| De Vezze 13’ | Marcatori | 86’ Brienza |

| Arbitro: | Velotto (Grosseto) |

|  |           |             |
|  | Marcatori | 64’ Sgrigna |

| Arbitro: | Doveri (Roma) |

|                         |           |                |
| Iunco 48’ Pellicori 53’ | Marcatori | 74’ Marzoratti |

| Arbitro: | N. Stefanini (Prato) |

|            |           |                |
| Legati 70’ | Marcatori | 76’ R. Bianchi |

#### Girone di ritorno
| Arbitro: | Tommasi (Bassano del Grappa) |

|                                    |           |  |
| Frara 45+1’ Claiton 48’ Concas 79’ | Marcatori |  |

| Arbitro: | Giacomelli (Trieste) |

|                |           |                       |
| R. Bianchi 26’ | Marcatori | 72’ (aut.) D'Ambrosio |

| Arbitro: | Baracani (Firenze) |

|            |           |                |
| Cutolo 76’ | Marcatori | 80’ R. Bianchi |

| Arbitro: | Calvarese (Teramo) |

|                       |           |                          |
| R. Bianchi 31’ (rig.) | Marcatori | 55’, 69’ (rig.) De Falco |

| Arbitro: | Ciampi (Roma) |

|                     |           |  |
| Garofalo 23’ (aut.) | Marcatori |  |

| Arbitro: | Massa (Imperia) |

|                                           |           |                |
| De Vezze 34’ Antenucci 49’ R. Bianchi 76’ | Marcatori | 12’ Diamoutene |

| Arbitro: | N. Stefanini (Prato) |

|  |           |                |
|  | Marcatori | 20’ R. Bianchi |

| Arbitro: | Doveri (Roma) |

|               |           |                              |
| Antenucci 11’ | Marcatori | 12’ Peluso 90+4’ Bonaventura |

| Arbitro: | Guida (Torre Annunziata) |

|                       |           |  |
| Abbruscato 28’ (rig.) | Marcatori |  |

| Arbitro: | Candussio (Cervignano del Friuli) |

|  |           |                        |
|  | Marcatori | 56’, 81’ (rig.) Tavano |

| Arbitro: | N. Stefanini (Prato) |

|           |           |  |
| Biasi 54’ | Marcatori |  |

| Arbitro: | Pinzani (Empoli) |

|  |           |                                                    |
|  | Marcatori | 7’, 45’ R. Bianchi 46’ (aut.) Faísca 65’ Antenucci |

| Arbitro: | Massa (Imperia) |

|               |           |  |
| Antenucci 75’ | Marcatori |  |

| Arbitro: | Gallione (Alessandria) |

|          |           |                          |
| Sala 51’ | Marcatori | 20’ Pagano 87’ Antenucci |

| Arbitro: | Ciampi (Roma) |

|                |           |           |
| R. Bianchi 88’ | Marcatori | 22’ Danti |

| Arbitro: | Tommasi (Bassano del Grappa) |

|            |           |                |
| Stanco 13’ | Marcatori | 20’ R. Bianchi |

| Arbitro: | Nasca (Bari) |

|                       |           |            |
| R. Bianchi 48’ (rig.) | Marcatori | 36’ Guzmán |

| Arbitro: | Massa (Imperia) |

|                 |           |                            |
| Calaiò 10’, 38’ | Marcatori | 23’ Sgrigna 80’ R. Bianchi |

| Arbitro: | Stefanini (Prato) |

|                            |           |  |
| Antenucci 6’ De Feudis 81’ | Marcatori |  |

| Arbitro: | Ciampi (Roma) |

|                |           |          |
| Valdifiori 48’ | Marcatori | 3’ Iunco |

| Arbitro: | Pinzani (Empoli) |

|  |           |                        |
|  | Marcatori | 43’ Cuffa 80’ De Paula |

### Coppa Italia

#### Secondo turno
| Arbitro: | Ostinelli (Como) |

|                                                   |           |                |
| Iunco 54’ (rig.) Obodo 99’ (rig.) Belingheri 104’ | Marcatori | 66’ Biancolino |

#### Terzo turno
| Arbitro: | C. Russo (Nola) |

|                                          |           |                     |
| Caputo 4’ Parisi 64’ (rig.) Pulzetti 70’ | Marcatori | 11’ (aut.) M. Rossi |

## Statistiche

### Statistiche di squadra
| Competizione | Punti | In casa | In casa | In casa | In casa | In casa | In casa | In trasferta | In trasferta | In trasferta | In trasferta | In trasferta | In trasferta | Totale | Totale | Totale | Totale | Totale | Totale | DR |
| Competizione | Punti | G       | V       | N       | P       | Gf      | Gs      | G            | V            | N            | P            | Gf           | Gs           | G      | V      | N      | P      | Gf     | Gs     | DR |
| ------------ | ----- | ------- | ------- | ------- | ------- | ------- | ------- | ------------ | ------------ | ------------ | ------------ | ------------ | ------------ | ------ | ------ | ------ | ------ | ------ | ------ | -- |
| Serie B      | 58    | 21      | 10      | 5       | 6       | 28      | 24      | 21           | 5            | 8            | 8            | 21           | 24           | 42     | 15     | 13     | 14     | 49     | 48     | +1 |
| Coppa Italia | -     | 1       | 1       | 0       | 0       | 3       | 1       | 1            | 0            | 0            | 1            | 1            | 3            | 2      | 1      | 0      | 1      | 4      | 4      | 0  |
| Totale       | -     | 22      | 11      | 5       | 6       | 31      | 25      | 22           | 5            | 8            | 9            | 22           | 27           | 44     | 16     | 13     | 15     | 53     | 52     | +1 |

### Statistiche dei giocatori
| Giocatore     | Serie B  | Serie B | Serie B     | Serie B    | Coppa Italia | Coppa Italia | Coppa Italia | Coppa Italia | Totale   | Totale | Totale      | Totale     |
| Giocatore     | Presenze | Reti    | Ammonizioni | Espulsioni | Presenze     | Reti         | Ammonizioni  | Espulsioni   | Presenze | Reti   | Ammonizioni | Espulsioni |
| ------------- | -------- | ------- | ----------- | ---------- | ------------ | ------------ | ------------ | ------------ | -------- | ------ | ----------- | ---------- |
| E. Abbruscato | -        | -       | -           | -          | 1            | 0            | 0            | 0            | 1        | 0      | 0           | 0          |
| M. Antenucci  | 19       | 6       | 2           | 0          | -            | -            | -            | -            | 19       | 6      | 2           | 0          |
| D. Bassi      | 16       | -17     | 1           | 0          | 1            | -3           | 0            | 0            | 17       | -20    | 1           | 0          |
| L. Belingheri | 11       | 0       | 1           | 0          | 1            | 1            | 0            | 0            | 12       | 1      | 1           | 0          |
| M. Bernacci   | 1        | 0       | 0           | 0          | 0            | 0            | 0            | 0            | 1        | 0      | 0           | 0          |
| R. Bianchi    | 33       | 19      | 0           | 0          | 0            | 0            | 0            | 0            | 33       | 19     | 0           | 0          |
| A. Budel      | 15       | 0       | 4           | 0          | -            | -            | -            | -            | 15       | 0      | 4           | 0          |
| G. Carrieri   | 1        | 0       | 0           | 0          | 1            | 0            | 1            | 0            | 2        | 0      | 1           | 0          |
| L. Cavanda    | 3        | 0       | 0           | 0          | -            | -            | -            | -            | 3        | 0      | 0           | 0          |
| I. Cofie      | 1        | 0       | 0           | 0          | 1            | 0            | 0            | 0            | 2        | 0      | 0           | 0          |
| D. D'Ambrosio | 29       | 2       | 14          | 0          | 1            | 0            | 0            | 0            | 30       | 2      | 14          | 0          |
| G. De Feudis  | 33       | 1       | 8           | 0          | 1            | 0            | 0            | 0            | 34       | 1      | 8           | 0          |
| D. De Vezze   | 32       | 3       | 10          | 1          | 0            | 0            | 0            | 0            | 32       | 3      | 10          | 1          |
| V. Di Cesare  | 29       | 0       | 10          | 0          | 1            | 0            | 0            | 0            | 30       | 0      | 10          | 0          |
| Filipe O.     | 4        | 0       | 2           | 0          | 2            | 0            | 1            | 0            | 6        | 0      | 3           | 0          |
| D. Gabionetta | 9        | 0       | 1           | 0          | -            | -            | -            | -            | 9        | 0      | 1           | 0          |
| A. Garofalo   | 29       | 0       | 6           | 0          | 1            | 0            | 0            | 0            | 30       | 0      | 6           | 0          |
| A. Gasbarroni | 20       | 0       | 3           | 0          | 1            | 0            | 1            | 0            | 21       | 0      | 4           | 0          |
| N. Gorobsov   | 1        | 0       | 0           | 0          | 1            | 0            | 0            | 0            | 2        | 0      | 0           | 0          |
| A. Iunco      | 21       | 6       | 4           | 0          | 2            | 1            | 0            | 0            | 23       | 7      | 4           | 0          |
| D. Lazarević  | 32       | 0       | 4           | 0          | 2            | 0            | 0            | 0            | 34       | 0      | 4           | 0          |
| U. Miello     | 1        | 0       | 0           | 0          | 0            | 0            | 0            | 0            | 1        | 0      | 0           | 0          |
| D. Morello    | 2        | -4      | 0           | 0          | 1            | -1           | 0            | 0            | 3        | -5     | 0           | 0          |
| C. Obodo      | 16       | 1       | 1           | 0          | 1            | 1            | 0            | 0            | 17       | 2      | 1           | 0          |
| A. Ogbonna    | 35       | 0       | 10          | 0          | 2            | 0            | 0            | 0            | 37       | 0      | 10          | 0          |
| B. Pagano     | 15       | 1       | 2           | 0          | -            | -            | -            | -            | 15       | 1      | 2           | 0          |
| A. Pellicori  | 22       | 1       | 6           | 0          | 1            | 0            | 0            | 0            | 23       | 1      | 6           | 0          |
| F. Pratali    | 22       | 1       | 6           | 1          | 1            | 0            | 0            | 0            | 23       | 1      | 6           | 1          |
| C. Rivalta    | 25       | 0       | 7           | 0          | 1            | 0            | 0            | 0            | 26       | 0      | 7           | 0          |
| Rubinho       | 26       | -27     | 1           | 0          | 0            | -0           | 0            | 0            | 26       | -27    | 1           | 0          |
| L. Scaglia    | 8        | 0       | 0           | 0          | 1            | 0            | 0            | 0            | 9        | 0      | 0           | 0          |
| A. Sgrigna    | 36       | 6       | 2           | 1          | 0            | 0            | 0            | 0            | 36       | 6      | 2           | 1          |
| A. Stevanović | 8        | 0       | 1           | 0          | 2            | 0            | 1            | 0            | 10       | 0      | 2           | 0          |
| P. Zanetti    | 15       | 0       | 2           | 1          | 0            | 0            | 0            | 0            | 15       | 0      | 2           | 1          |
| L. Zavagno    | 16       | 0       | 3           | 0          | 1            | 0            | 1            | 0            | 17       | 0      | 4           | 0          |

## Giovanili

### Organigramma societario
Dal sito internet della società:
Area direttiva
- Responsabile Tecnico Settore Giovanile: Antonio Comi[67]
- Responsabile Tecnico Scuola Calcio: Silvano Benedetti[67]
- Segreteria Settore Giovanile: Massimiliano Mazzetta

Area tecnica - Primavera
- Allenatore: Antonino Asta[68]
- Collaboratore tecnico: Lorenzo Gobetti
- Allenatore dei portieri: Paolo Di Sarno

### Piazzamenti
- Primavera:
  - Campionato Primavera: eliminato al primo turno dei playoff.
  - Coppa Italia: eliminato agli ottavi di finale.
  - Torneo di Viareggio: eliminato nella fase a gironi.